# Dominik Riedo
Dominik Riedo (* 28. Februar 1974 in Luzern, heimatberechtigt in Plaffeien) ist ein Schweizer Germanist und Schriftsteller.

## Leben
Dominik Riedo wuchs in Littau auf. Nach der Ausbildung zum Primarlehrer unterrichtete er ab 1995 zwei Jahre lang auf Realstufe in Muotathal. Es folgten Studien der Germanistik, Philosophie und Geschichte an der Universität Zürich, in Berlin und an der Universität Luzern. 2003 schloss er das Studium mit dem Lizentiat ab. Von 2004 bis 2006 arbeitete er als Lehrbeauftragter an der Universität Zürich. Zwischen 2004 und 2007 wirkte er als Lehrer zeitweise am Kollegium St. Fidelis in Stans, am Gymnasium Immensee und am Berufsbildungszentrum Emmen. Von 2011 bis 2013 arbeitete er als Lehrer im geschlossenen Strafvollzug. 2012 wurde er an der Universität Freiburg i. Üe. zum Dr. phil. promoviert. 
2004 erschien als Riedos Erstling der Aphorismen-Band Ein Glück zur Stund. Neben seiner schriftstellerischen Tätigkeit zeichnete Riedo verantwortlich für die Filmhistorie im «stattkino» Luzern, gehörte dem Vorstand des Theaterclubs Luzern an, sitzt im Stiftungsrat der Carl Spitteler-Stiftung (seit 2019 Vizepräsident) und wurde 2020 zum Vizepräsidenten der Carl-Albert-Loosli-Gesellschaft gewählt. Zudem war er 2008 und 2009 Organisator der «Bookparade» Luzern. Von 2010 bis 2012 war er Präsident des Deutschschweizer PEN-Zentrums; 2023 wurde er erneut zum Präsidenten gewählt. Seit 2012 ist er einer der zahlreichen Herausgeber der Zeitschrift Aufklärung und Kritik. Seit 2017 gehört Riedo dem künstlerischen Beirat von Flandziu. Halbjahresblätter für Literatur der Moderne an, 2022 war er vorübergehend Co-Leiter des Pro Libro Verlags.
Riedo ist Mitglied des PEN-Zentrums Deutschland, bei den Autorinnen und Autoren der Schweiz (AdS), im Zürcher Schriftsteller und Schriftstellerinnen Verband und im Innerschweizer Schriftstellerinnen- und Schriftstellerverein (ISSV) und einer der 370 Mitgründer des PEN Berlin.
Vom Projekt Kulturministerium.ch wurde Riedo für die Zeit von 2007 bis 2009 aus 25 Kandidaten zum sogenannten «Kulturminister der Schweiz» gewählt.
Riedo lebt heute in Ittigen bei Bern.

## Werke (Auswahl)

### Als Autor
- Ein Glück zur Stund. Yuwippi, Blatten 2004, ISBN 3-905686-31-7.
- Die subtile Angst vor dem abrupten Ende des laufenden Jahres. Gesammelte kurze Texte, oder, das entzettelte Triptychon einer Privatdekade. Libellus, St. Gallen 2006, ISBN 3-9523204-0-2 (formal falsch) (als ISBN 978-3-9523204-0-2).
- Der Status der Fragen im deutschen hochhöfischen Roman (= Wiener Arbeiten zur germanischen Altertumskunde und Philologie. Band 41). Peter Lang, Bern u. a. 2008, ISBN 978-3-03911-481-8 (Lizenziatsarbeit, Universität Zürich, 2003).
- Nichts, ausser gewöhnlich. Texte für die Zeitung und die Katz. Die Region, Emmenbrücke 2008, ISBN 978-3-906365-47-3.
- Hochland. Syndikat für ein besseres Leben, Luzern 2009, ISBN 978-3-03-301942-3.
- Baustelle Kultur. Texte über Kunst und Politik. Pro Libro, Luzern 2010, ISBN 978-3-905927-02-3.
- Obig mét Goldrand: Dominik Riedo überträgt und kommentiert Passagen eines Textes von Arno Schmidt ins Luzernische (= etkbooks. 011). Edition taberna kritika, Bern 2010, ISBN 978-3-905846-11-9.
- Trilogie der rauchenden Köpfe. Schwarzhandpresse, Flaach 2010, ISBN 978-3-905659-32-0.
- Und die Sonne brennt auf das Fell: Werktagebuch des 2. Kulturministers der Schweiz (2007–2009) (= etkscript. 001). Edition Taberna Kritika, Bern 2011, ISBN 978-3-905846-17-1 (nur als E-Book; Permalink).
- Wörterbuch des Beelzebub. Ein Nachschlagswerk. Mit Illustrationen von Nicole Riegert und einem Nachwort von Zsuzsanna Gahse. Edition Clandestin, Biel 2012, ISBN 978-3-905297-35-5.
- Wolf von Niebelschütz. Leben und Werk. Eine Biographie. Zugl. Dissertation Universität Fribourg 2012. Peter Lang, Bern u. a. 2013, ISBN 978-3-0343-1346-9, doi:10.3726/978-3-0351-0662-6.
- Mein Herz heisst «Dennoch». Literarische Porträts. Pro Libro, Luzern 2014, ISBN 978-3-905927-39-9.
- Die Schere im Kopf. Ein Lebensabriss. Roman. Offizin Zürich Verlag, Zürich 2014, ISBN 978-3-907496-96-1.
- Uns trägt das Angesungene. Mögliche Texte (= etkbooks. 031). Edition Taberna Kritika, Bern 2014, ISBN 978-3-905846-31-7.
- Nur das Leben war dann anders. Nekrolog auf meinen pädophilen Vater. Offizin, Zürich 2015; Neuausgabe: Giessen 2019, ISBN 978-3-8379-2876-1.
- Das ungezähmte Seepferd, oder, vom Überhandnehmen des Erzählers. Roman. Offizin, Zürich 2016; Neuausgabe: Basel 2019, ISBN 978-3-907146-34-7.
- Die Schweiz ist tot? Beiträge zum Land der Unmöglichen (= Kritische Wälder. Band 6). Edition Isele, Eggingen 2016, ISBN 978-3-7412-8840-1, urn:nbn:de:101:1-20161015951.
- Carl Spitteler. Essays zu Leben, Werk und Wirkung. Peter Lang, Bern 2017, ISBN 978-3-0343-2465-6.
- Wolf von Niebelschütz. Essays zu Leben und Werk. Peter Lang, Bern 2017, ISBN 978-3-0343-2827-2, doi:10.3726/b10948.
- Entremeses. Zwischengerichte (= Shoebox Quadrat. Nr. 4, 05/2018, ISSN 2511-3186). Shoebox House Verlag, Hamburg 2018, ISBN 978-3-941120-31-0.
- Verstörende Geschichten. 52 Parabeln im Jahreszyklus. Münsterverlag, Basel 2018, ISBN 978-3-905896-87-9.
- Spittelers Zeichen (= etkbooks. Band 051). Edition Taberna Kritika, Bern 2019, ISBN 978-3-905846-51-5.
- Anja und andere. 8 Lebenserzählungen. Münsterverlag, Basel 2020, ISBN 978-3-907146-76-7.
- Bibberland, Zeitgeistangst oder Die letzten Minuten der Menschheit. Edition Isele, Eggingen 2020, ISBN 978-3-86142-609-7.
- Warum ich gern im Gäbelbach wohne. Ein Plattenbau-Dutzend (= … Druck der ASKU-Presse. Band 35). ASKU-Presse, Bad Nauheim 2020, ISBN 978-3-930994-35-9; als Taschenbuch: ISBN 978-3-930994-34-2.
- Monika und weitere. Sieben Texte aufs Leben. Edition Königsstuhl, St. Gallenkappel 2021, ISBN 978-3-907339-24-4.
- Das Lächeln zwischen den Rissen im Weltgebäude. Essays zur Literatur und zum Leben. Pro Libro, Thun/Gwatt 2023, ISBN 978-3-905927-71-9

### Als Herausgeber
- Schopenhauers Tagebuch. Eingeleitet und mit einer Zeittafel versehen von Dominik Riedo. Culturebeet, Birmensdorf 2006, ISBN 3-9523203-0-3 (formal falsch).
- Heidis + Peters. Vorsicht: Kulturraum Schweiz! Eine Anthologie. Pro Libro, Luzern 2009, ISBN 978-3-9523525-3-3.
- Carl Spitteler: Unser Schweizer Standpunkt. Lesebuch. Pro Libro, Luzern 2009, ISBN 978-3-9523406-9-1.
- Luzern, Luzern … Literarische Spuren. Ein Lesebuch. Pro Libro, Luzern 2011, ISBN 978-3-905927-16-0.
- Über Geld schreibt man doch! Eine Anthologie. Zytglogge Verlag, Oberhofen am Thunsersee 2011, ISBN 978-3-7296-0832-0.
- mit Daniel Annen: Schneisen ins Heute. Mentalitätswandel in der Innerschweiz anhand der Geschichte des Innerschweizer Schriftstellerinnen- und Schriftstellervereins. Pro Libro, Thun 2023, ISBN 978-3-905927-75-7.
- Hösli – Alles Liebe. Die Texte zu seinen veröffentlichten Songs und weiteres Sprachmaterial. Unter Mitarbeit von Katharina Meyer. Pro Libro, Thun/Gwatt 2023, ISBN 978-3-905927-70-2.

### Libretti
- Hagzusa cum Gaukelei (Chorwerk), uraufgeführt am Eclat-Festival Neue Musik Stuttgart, 2019 (Musik von Michael Pelzel)
- Last Call (Oper), uraufgeführt am Opernhaus Zürich, 2019 (Musik von Michael Pelzel)[9]

## Preise und Auszeichnungen
- 2001: Erster Rang beim Literaturwettbewerb des Theaters unterm Dach/Berlin
- 2010: Stipendium der UBS-Kulturstiftung
- 2021: Preis der Sigrid-Undset-Gruppe Schweiz[10][11] (einmalige Vergabe)
- 2022: Preis des «Syndikats zur Förderung der Wissenschaftsakzeptanz in der Bevölkerung»